# Großer Weiher (Berg)
Der Große Weiher ist ein künstlicher See im Landkreis Starnberg bei Höhenrain gelegen. Der Große Weiher entwässert über den Weihergraben zum Starnberger See. Der Uferbereich des Sees besteht größtenteils aus einem Schilfgürtel.